# Бюст Джаліла Мамедкулізаде (Сумгаїт)
Бюст Джаліла Мамедкулізаде — пам'ятник, розташований у місті Сумгаїт, Азербайджан. Виготовлений В. Назіровим із бронзи. Бюст споруджений на честь письменника, журналіста, драматурга, видавця сатиричного журналу «Молла Насреддін», випускника Горійської Вчительської Семінарії, викладача, засновника краєзнавчого музею у Нахічевані Джаліла Мамедкулі огли Мамедкулізаде. Пам'ятник встановлений у 2003 році на вулиці Джаліла Мамедкулізаде на території 6-ого мікрорайону міста Сумгаїт. Постамент пам'ятника та стіни, що його охоплюють, облицьовані камінням аглай.